# IC 5204
IC 5204 је ознака објекта на координатама са ректансцензијом 22h 20m 42,0s и деклинацијом - 14° 24" 0'. Открио га је Луис Свифт, 8. августа 1896. Каснијим посматрањима на том положају није уочен никакав астрономски објекат.